# Mémoires du Texas
Pour les articles homonymes, voir The Trip to Bountiful.
Pour plus de détails, voir Fiche technique et Distribution.
Mémoires du Texas (The Trip to Bountiful) est un film américain réalisé par Peter Masterson, sorti en 1985.

## Synopsis
Le film, qui se déroule dans les années 1940 après la seconde Guerre mondiale, raconte l'histoire d'une femme âgée, Carrie Watts, qui veut retourner chez elle, la petite ville rurale et agricole de Bountiful, près de la côte du golfe du Texas entre Houston et Corpus Christi, où elle a grandi, mais elle est souvent empêchée de quitter Houston par sa belle-fille et son fils surprotecteur. qui ne la laissera pas voyager seule. Son fils et sa belle-fille savent tous deux que la ville a disparu depuis longtemps, à cause de la Dépression. L’émigration à long terme a été causée par le retrait de tous les hommes valides de la ville pour les appels de la conscription en temps de guerre et par la demande de travailleurs industriels dans les usines de production de guerre des grandes villes.
La vieille Mme Watts est déterminée à déjouer son fils et sa belle-fille autoritaire, et part à la recherche d'un train, mais découvre que les trains ne vont plus à Bountiful. Elle finit par monter dans un bus pour se rendre dans une ville près de la maison de son enfance. Au cours du voyage, elle se lie d’amitié avec une femme voyageant seule, qui se souvient de ses jeunes années et pleure ses proches perdus. Son fils et sa belle-fille finissent par la retrouver, avec l'aide de la police locale. Cependant, Mme Watts est déterminée. Le shérif local, ému par son désir de visiter la maison de son enfance, lui propose de la conduire dans ce qui reste de Bountiful. La ville est déserte et les quelques structures restantes sont à l'abandon. Mme Watts apprend que le dernier occupant de la ville et la femme avec laquelle elle espérait vivre, est récemment décédé. Elle est émue aux larmes alors qu'elle arpente la terre de son père et les vestiges de la maison familiale. Ayant accepté la réalité de l'état actuel de Bountiful et sachant qu'elle a atteint son objectif d'y retourner avant de mourir, elle est prête à retourner à Houston lorsque son fils et sa belle-fille arrivent pour la repousser. Ayant affronté leur histoire commune à Bountiful, les trois s’engagent à vivre plus pacifiquement ensemble. Ils commencent leur route de retour vers Houston.

## Fiche technique
- Titre : Mémoires du Texas
- Titre original : The Trip to Bountiful
- Réalisation : Peter Masterson
- Scénario : Horton Foote d'après sa pièce de théâtre
- Production : Dennis Bishop, Horton Foote et Sam Grogg
- Musique : J.A.C. Redford
- Photographie : Fred Murphy
- Montage : Jay Freund
- Décors : Neil Spisak et Derek R. Hill
- Costumes : Gary Jones
- Pays d'origine : États-Unis
- Format : Couleurs - Mono
- Genre : Drame
- Durée : 108 minutes
- Date de sortie : 1985

## Distribution
- Geraldine Page : Mme Carrie Watts
- John Heard : Ludie Watts
- Carlin Glynn : Jessie Mae
- Richard Bradford : Shérif
- Rebecca De Mornay : Thelma
- Kevin Cooney : Roy
- Norman Bennett : L'homme au ticket de bus #1
- Harvey Lewis : L'homme au ticket de bus #2
- Kirk Sisco : le contrôleur du train
- Dave Tanner : Billy Davis

## Récompenses
- Oscar de la meilleure actrice pour Geraldine Page